# Bhagwant Nagar
Bhagwant Nagar é uma cidade e uma nagar panchayat no distrito de Unnao, no estado indiano de Uttar Pradesh.

## Demografia
Segundo o censo de 2001, Bhagwant Nagar tinha uma população de 6166 habitantes. Os indivíduos do sexo masculino constituem 53% da população e os do sexo feminino 47%. Bhagwant Nagar tem uma taxa de literacia de 58%, inferior à média nacional de 59.5%; a literacia é de 60% no sexo masculino e  40% no sexo feminino. 14% da população está abaixo dos 6 anos de idade.